# マックス・ボルカート

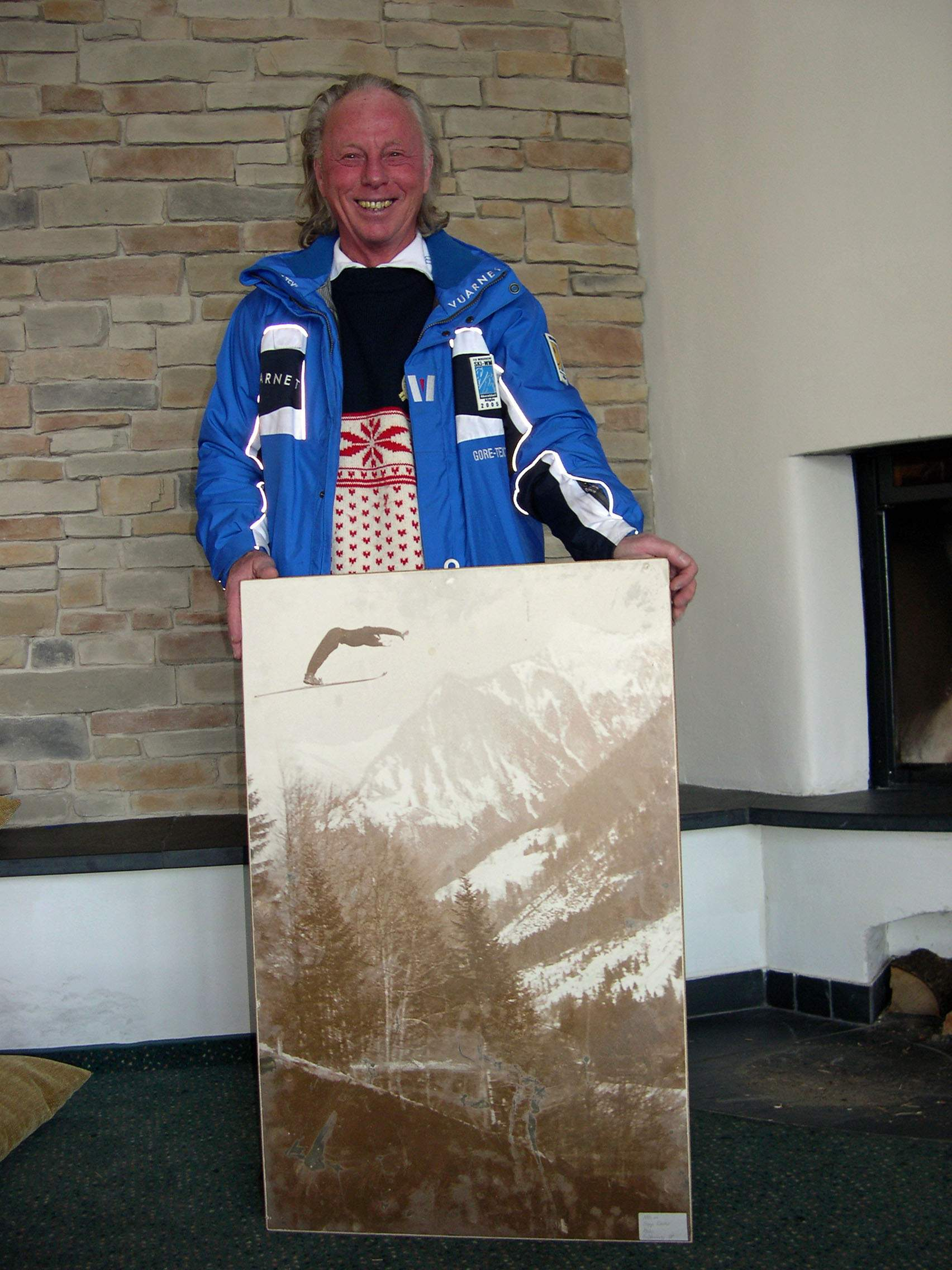
ボルカート

マックス・ボルカート（Max Bolkart、1932年7月29日 - 2025年4月26日）は、ドイツ、バイエルン州オーベルストドルフ出身の元スキージャンプ選手。1950年代から1960年代に国際大会で活躍した。

## プロフィール
少年時代は体が小さく、アルペンスキー選手を志していた。1947年、スキージャンプに関心を示しスピードに対応すると才能を発揮し始めた。
冬季オリンピックには1956年コルチナ・ダンペッツオオリンピックから3大会に出場、コルティナダンペッツォオリンピックでは4位、1960年スコーバレーオリンピックでは6位、1964年のインスブルックオリンピック70m級は37位だった。
1962年ノルディックスキー世界選手権90m級では9位。
スキージャンプ週間では1956-1957シーズンに総合3位、1959-1960シーズンは開幕の地元オーベルストドルフから3連勝し、総合優勝を達成した。1962-1963シーズンにも総合3位となっている。
また、1956、1957、1958年と1964年の4回西ドイツ選手権で優勝している。
2002年にはSilbernes Lorbeerblatt、ドイツ連邦共和国功労勲章を受章した。
2025年4月26日、故郷のオーベルストドルフで死去。92歳没。